# 亜酸化炭素
亜酸化炭素（あさんかたんそ、carbon suboxide）とは、3個の炭素と2個の酸素が4つの集積二重結合をもって連なったクムレン型化合物である。次酸化炭素（じさんかたんそ）、二酸化三炭素（にさんかさんたんそ、tricarbon dioxide）とも呼ばれる。常温・常圧では無色の気体で、強い刺激臭を有する。有毒であり、二硫化炭素などの溶媒に溶解する。また、炭素の酸化物のうち炭素の数が酸素の数よりも多いものを総称して亜酸化炭素と呼ぶこともある。
ベンジャミン・コリンズ・ブロディは一酸化炭素に電流を流すことによってこの物質を発見（1873年）し、マルセラン・ベルテロは亜酸化炭素と名付けた。また、オットー・ディールスはジカルボニルメタン、ジオキサレンという名称も正しいと述べている。
亜酸化炭素は、十酸化四リンとマロン酸またはマロン酸のエステルとの乾燥混合物を加熱することで合成される。このように、亜酸化炭素はマロン酸を脱水した化合物と見なすこともでき、無水マロン酸とも呼ばれる。
亜酸化炭素は光によって容易に反応し、赤や黄、紫など、多様な色の重合体を生じる。1969年には、火星表面の赤色は亜酸化炭素の重合体に由来するとの説も提唱されたが、その後の探査でこの仮説は否定され、火星の色は酸化鉄によるものだと結論付けられている。